# Katholischer Männerverein Tuntenhausen
Der Katholische Männerverein Tuntenhausen (KMVT) ist ein 1945 durch Alois Hundhammer gegründeter konservativer Verein für katholische Männer. Der Verein gilt als Herz des politischen Katholizismus im Freistaat Bayern. Der Verein weist durchgängig seit seiner Gründung eine enge personelle und programmatische Verflechtung mit den Führungsgremien der CSU auf, bindet insbesondere deren konservativ-klerikalen Flügel grundlegend ein und gilt als Denkfabrik der Partei. Vereinszweck ist es, „in der Öffentlichkeit für die Vertiefung des katholischen Glaubenslebens zu wirken und die katholischen Grundsätze zur Geltung zu bringen“.
Der Verein hatte im Jahr 2008 rund 1000 Mitglieder (aktuellste Angabe des Vereins Stand 2024). Den Vereinsvorsitz haben seit seiner Gründung stets prominente Politiker der CSU inne. Seit 2022 ist der derzeitige Minister Florian Herrmann Vorsitzender des Vereins.

## Geschichte

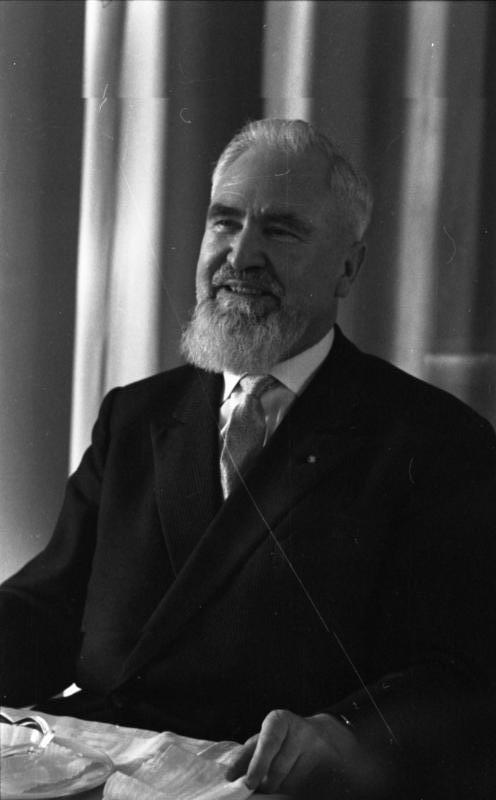
Vereinsgründer Alois Hundhammer (1963)

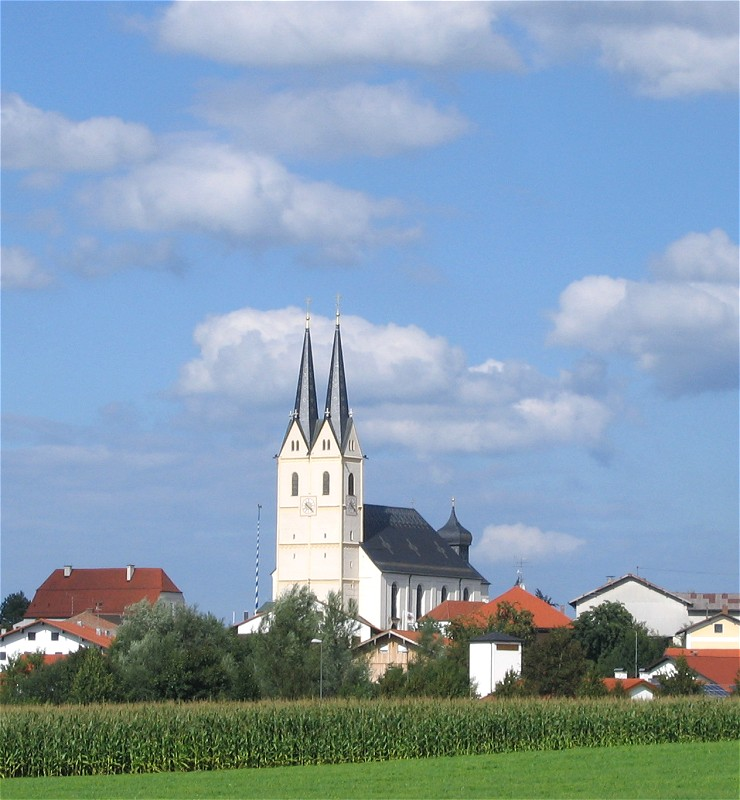
Wallfahrtskirche in Tuntenhausen

Der Verein versteht sich selbst als Fortführung des 1869 ebenfalls in Tuntenhausen gegründeten Bayerisch-Patriotischen Bauernvereins. Dieser hatte sich am 27. Juli 1933 mit rund 5000 Mitgliedern in Rosenheim auf Druck der Nationalsozialisten selbst liquidiert. Vor seiner Selbstauflösung war der Verein sehr eng mit der Bayerischen Volkspartei verbunden.
Die Neugründung des Vereins in den ersten Monaten nach dem Zweiten Weltkrieg geht auf eine Initiative des Tuntenhausener Pfarrers Innozenz Lampl und den Weihbischof im Erzbistum München und Freising Anton Scharnagl zurück. Zwischen beiden Vereinen bestanden sehr enge personelle Kontinuitäten. Erster Vereinsvorsitzender wurde Alois Hundhammer, der diese Rolle im Anschluss für fast 30 Jahre innehatte. Bereits zum ersten öffentlichen Auftritt des Vereins bei der Basilikafeier an Pfingsten 1946 kamen verschiedene prominente CSU-Politiker zur Wallfahrt, unter ihnen Franz Josef Strauß, und hielten Reden.
Tätigkeit und Diskurs des Vereins wurden in den folgenden Jahrzehnten immer wieder mit kontroversen, christlich konnotierten CSU-Themen wie zum Beispiel den Diskussionen um die Einführung der Antibabypille, der Reform des Paragraphen 218 StGB, der angeblichen AIDS-Gefahr durch Homosexuelle, dem Kampf um Kruzifixe in Klassenzimmern und dem Streit um die Stammzellforschung in Verbindung gebracht.
Mitgliedschaften bzw. Verbindungen zu dem Verein werden in den deutschen Medien seit Jahrzehnten als eindeutiges Indiz für stark christlich-konservative bzw. katholisch-konservative Grundhaltungen prominenter Politiker angeführt.
Thomas Goppel erklärte in Tuntenhausen 1992: „Es gibt nichts Verbindenderes, als nebeneinander, Kopf an Kopf, mit gefalteten Händen auf der Gebetsbank zu knien.“ Im selben Jahr bezeichnete das Nachrichtenmagazin Der Spiegel den Verein als „[…] ein symbiotisches Bündnis von katholischem Klerus und dem fundamentalistischen Flügel der CSU […]“.
Da Joseph Kardinal Ratzinger wiederholt an den Wallfahrtsveranstaltungen teilgenommen hatte, sandte ihm der Verein nach seiner Wahl zum Papst eine Broschüre mit Aufnahmeantrag und dem Angebot zu, das 1000. Mitglied des Vereins zu werden. In einem Antwortschreiben teilte der Vatikan 2006 mit, Papst Benedikt XVI. könne der Bitte nicht entsprechen, da persönliche Zugehörigkeiten in privaten, kulturellen und sozialen Organisationen nicht der Praxis des Amtes entsprächen.
Die seit Jahrzehnten bestehende Nähe zwischen der Führung der katholischen Kirche in Bayern und der Veranstaltung dauert nach wie vor an. Im April 2010 betonte der Münchner und Freisinger Erzbischof Reinhard Marx in Tuntenhausen erneut die Einigkeit mit dem katholischen Flügel der CSU.

## Jahrestreffen
Traditionell treffen sich die Vereinsmitglieder zweimal im Jahr zu Wallfahrtsgottesdiensten in der Wallfahrtskirche Tuntenhausen. Neben der Frühjahrstagung (jeden letzten Sonntag im April) findet jährlich ein weiteres Treffen, die Herbsttagung (jeden letzten Sonntag im September), statt. Der Ablauf sieht, nach einem gemeinsamen Besuch der heiligen Messe in der Tuntenhausener Kirche, stets einen Politfrühschoppen in der Festhalle des Gasthauses Schmid vor. Die politischen Reden finden aufgrund ihrer häufig polarisierenden Inhalte spätestens seit Ende der 1950er Jahre Widerhall in den überregionalen Medien.

## Leitung und Struktur des Vereins
Zur Leitung des Vereins gehört außer dem 1. und einem stellvertretenden Vorsitzenden, einem Schriftführer, einem Kassier und fünf Beisitzern auch der jeweilige Pfarrer von Tuntenhausen. In jeder Pfarrei mit mindestens sieben Mitgliedern wird ein Obmann aufgestellt. Die Geschäftsstelle des Vereins ist mit dem Pfarramt Tuntenhausen verbunden. Ihre Leitung hat der dortige Pfarrer.
Der Verein ist Mitglied im Landesverband Katholischer Männergemeinschaften in Bayern e.V. und durch diesen über die Bundesvereinigung Katholischer Männergemeinschaften Deutschlands e.V. mit der Internationalen Vereinigung Katholischer Männer verbunden.
Vereinsvorsitzende:
Alle bisherigen Vereinsvorsitzendenhatten hatten führende Positionen innerhalb der CSU und in der Regierung des Freistaats Bayern inne.
- Alois Hundhammer (1945–1974)
1945 Mitbegründer der CSU, 1946–1950 Staatsminister für Unterricht und Kultus, 1957–1969 Staatsminister für Landwirtschaft und Forsten, 1964–1969 stellvertretender Ministerpräsident
- Max Streibl (1974–1989)
1977–1988 Staatsminister für Finanzen, 1988–1993 Bayerischer Ministerpräsident
- Hans Zehetmair (1989–2009)
1986–1998 Staatsminister für Unterricht und Kultus, 1989–2003 Staatsminister für Wissenschaft und Kunst, 1993–1998 stellvertretender Ministerpräsident, 2004–2014 Vorsitzender Hanns-Seidel-Stiftung
- Marcel Huber (2009[19][20][21]–2022)
2011–2013 und 2018 Staatsminister für Umwelt, 2011 und 2014–2018 Leiter der Staatskanzlei
- Florian Herrmann (seit 2022)

Ehrenvorsitzende:
- Hans Zehetmair († 2022)